# L’Estampe Moderne
L’Estampe Moderne war eine Illustrierte Zeitschrift, bestehend aus ganzseitigen Drucken mit begleitendem Text auf Deckblättern.

## Geschichte und Inhalt
Von Mai 1897 bis April 1899 erschienen insgesamt 24 monatliche Ausgaben mit jeweils vier Grafiken und von Alfons Mucha gestalteten Umschlägen. Alle sechs Monate wurde ein zusätzliches Blatt herausgegeben, insgesamt also 100 Blätter. Die Zeitschrift ist besonders bekannt für ihre hochwertigen Farblithografien, die von führenden Künstlern der Zeit geschaffen wurden.

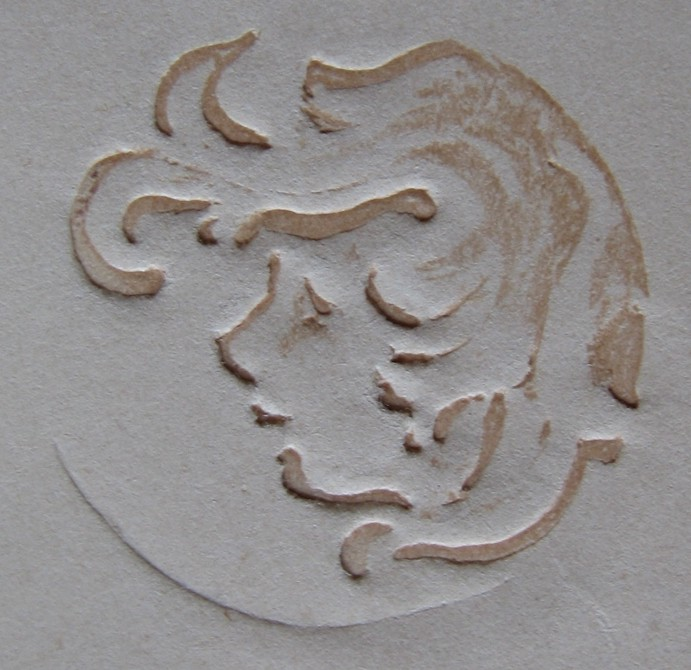
Blindstempel bzw. Prägestempel, L’Estampe Moderne.

Jedes Exemplar der Lithografien hat einen Blindstempel eines Frauenkopfes in der rechten unteren Ecke, der die Echtheit der Ausgabe belegt. Die von den Herausgebern Charles Masson und Henri Piazza Texte sind ausgewählte Auszüge aus Poesie oder Literatur, die sich auf das jeweilige Bild beziehen. Die jeweiligen Lithografien sind 34,5 × 12,5 cm groß und auf dickem cremefarbenem Papier durch L’Imprimerie Champenois in Paris gedruckt. Die Auflage betrug 2000 Exemplare der regulären Ausgabe auf Velinpapier und 150 Exemplare auf Japanpapier.
Auf dem Einführungsprospekt wurde die erste Ausgabe zum Preis von 3,50 Francs angekündigt, womit die einzelne Druckgrafik weniger als einen Franc pro Stück kostete. Das Jahresabonnement betrug 40 Francs, und der Abonnent erhielt zwei „Planches de prime“ (Prämienblätter – die erste wurde von Alfons Mucha gezeichnet). Die ersten vier Grafiken waren: Femme du Riff von Louise-Auguste Girardot, Marchande de lacets von Louis Malteste, Automne von René Ménard und Corinne von Maurice Réalier-Dumas.
L’Estampe Moderne war eine Zusammenarbeit zwischen dem jungen italienischen Verleger Henri Piazza und dem Kunstkritiker und späteren Direktor des Musée du Luxembourg, Charles Masson (1858–1931). Ziel war es, die Kunst der Druckgrafik zu fördern, indem man Motive bei bekannten Jugendstilkünstlern wie Alphonse Mucha, Louis Rhead, Marcel-Lenoir, Henri Boutet, Henri Fantin-Latour, Edward Burne-Jones und Théophile Steinlen in Auftrag gab.
Die Redaktion der Zeitschrift befand sich am Sitz der Druckerei F. Champenois in Paris am Boulevard Saint-Michel, wo auch die Herstellung stattfand. Die ausgewählten Künstler kamen aus Frankreich und dem Ausland. Die Gestaltung des Titelbildes stammte von Alfons Mucha.

## Grafiker von L’Estampe moderne

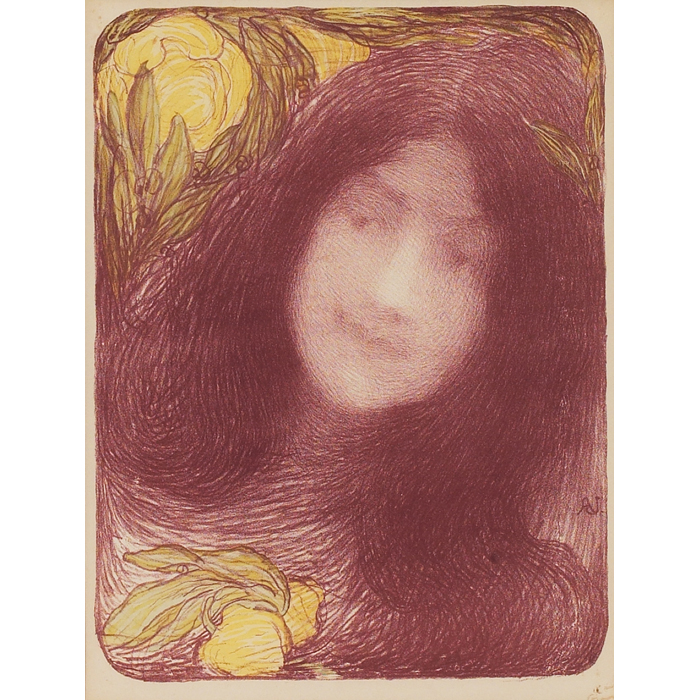
Sous les Fleurs. Edmond François Aman-Jean

- Edmond François Aman-Jean (Frankreich, 1860–1935)

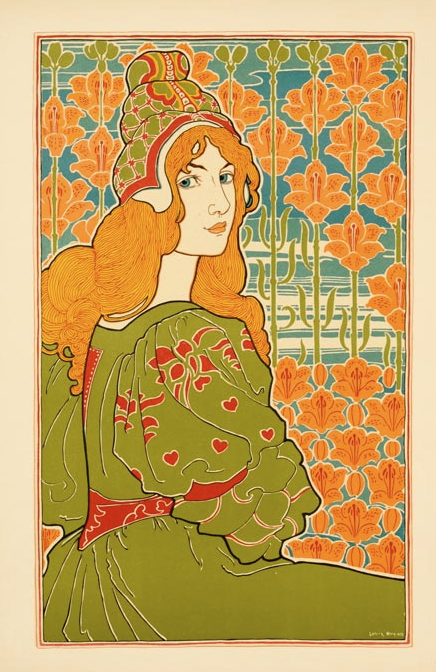
Jane. Louis Rhead

- Jane. Louis RheadAlbert-Emile Artigue (Frankreich, aktiv von 1875 bis 1908)
- Paul Balluriau (Frankreich, 1860–1917)
- Camille Bellanger (Frankreich, 1853–1923)
- Henri Bellery-Desfontaines (Frankreich, 1867–1910)
- Émile Berchmans (Frankreich, 1867–1947)
- Armand Berton (Frankreich, 1854–1927)
- Henri Boutet (Frankreich, 1851–1919)
- Antoine Calbet (Frankreich, 1860–1944)
- Hans Heinrich Christiansen (Deutschland, aktiv in Frankreich, 1866–1945)
- Gaston Darbour (Frankreich, 1869–1941)
- Henri-Julien Detouche (Frankreich, 1854–1913)
- Auguste Donnay (Frankreich, 1862–1921)
- Charles Doudelet (Belgien, aktiv in Frankreich, 1861–1938)
- Maurice Eliot (Frankreich, geboren 1864)
- Robert Engels (19. Jahrhundert)

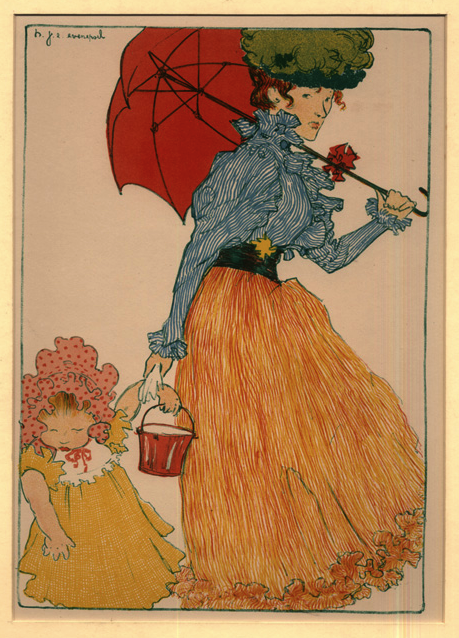
Au square. Henri Evenepoel, 1897

- Au square. Henri Evenepoel, 1897Henri Evenepoel (Belgien, 1872–1899)
- Georges de Feure (Frankreich, 1868–1943)
- Louise-Auguste Girardot (Frankreich, geboren 1858)
- Auguste François-Marie Gorguet (Frankreich, 1862–1927)
- Fernand Gottlob (Frankreich, 1873–1935)
- Henri Heran (Deutschland, aktiv in Frankreich, 1864–1940)
- Jeanne Jacquemin (Frankreich, 1863–1938)
- Paul Jouve (Frankreich, 1880–1973)
- Gaston de Latenay (Frankreich, 1859–1943)
- Albert Laurens (Frankreich, 1870–1934)
- Ernest Laurent (Frankreich, 1861–1929)
- Charles Lucien Léandre (Frankreich, 1862–1934)
- Marcel Lenoir (Frankreich, 1872–1931)
- Auguste Lepère (Frankreich, 1849–1918)

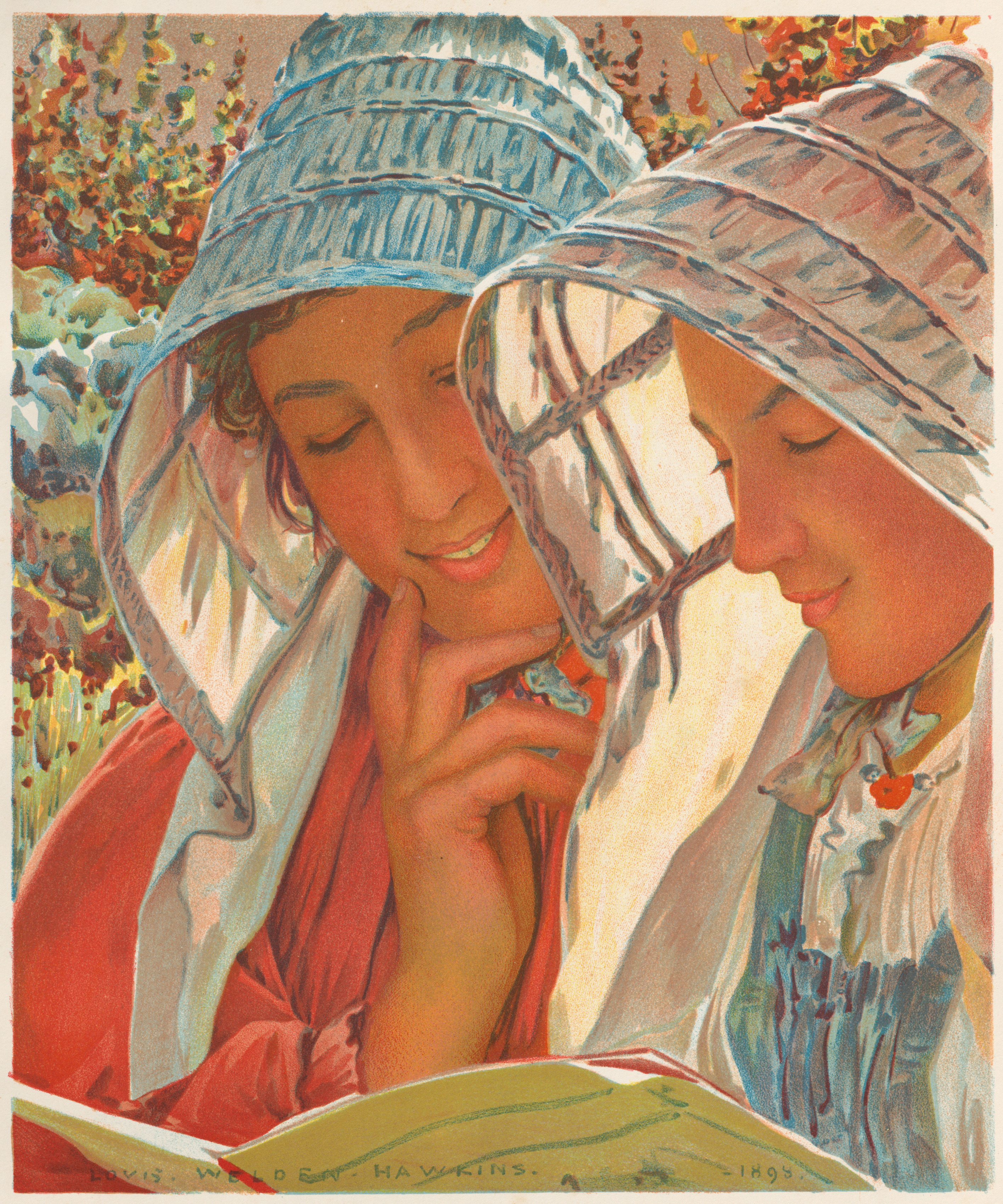
Liseuses. Louis Welden Hawkins

- Liseuses. Louis Welden Hawkins Alphonse-Jacques Lévy (Frankreich, 1843–1918)
- Lucien Lévy-Dhurmer (1865–1953)
- Louis Malteste (Frankreich, 1862–1928)
- Franz Melchers (Niederlande, 1868–1944)
- René Ménard (Frankreich, 1862–1930)
- Henri Meunier (Belgien, 1873–1922)
- Alphonse Maria Mucha (Tschechien, 1860–1939)
- Armand Point (1861–1932)
- René-François-Xavier Prinet (Frankreich, 1861–1946)
- Pierre Cécile Puvis de Chavannes (Frankreich, 1824–1898)
- (Albert) Richard Ranft (Swiss, 1862–1931)
- Armand Louis Rassenfosse (Belgien, 1862–1934)
- Maurice Réalier-Dumas (Frankreich, 1860–1928)
- Louis John Rhead (USA, geboren in England, 1857–1926)
- Lucien Simon (Frankreich, 1861–1945)
- Gustav Max Stevens (Belgien, 1871–1946)
- Jacques Wély (Frankreich, 1873–1910)
- Emile Auguste Wéry (Frankreich, 1868–1935)
- Alfred-Pierre Agache (Frankreich, 1843–1915)
- Jacques Baseilhac (Frankreich, 1874–1903)
- Jules-Gustave Besson (Frankreich, 1868–1942)
- Firmin Bouisset (Frankreich, 1859–1925)
- Louis Bourgeois-Borgex (Frankreich, 1873–1959)

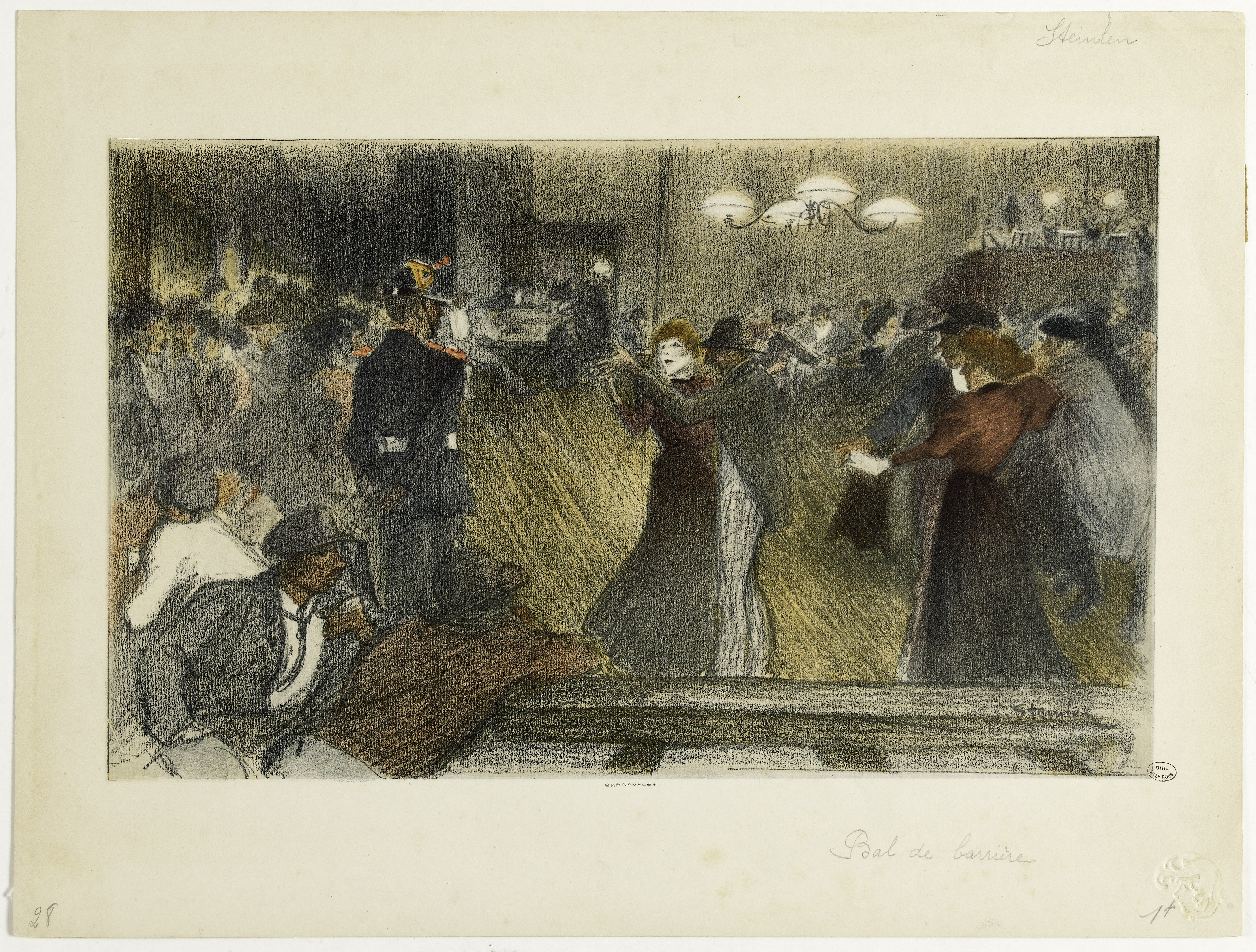
Bal de barrière. Théophile Alexandre Steinlen

- Félix Bracquemond (Frankreich, 1833–1914)Bal de barrière. Théophile Alexandre SteinlenLouise-Catherine Breslau (Schweiz, aktiv in Frankreich, 1856–1927)
- Sir Edward Coley Burne-Jones (English, 1833–1898)
- Gaston Bussière (Frankreich, 1862–1928)
- Raphaël Collin (Frankreich, 1850–1916)

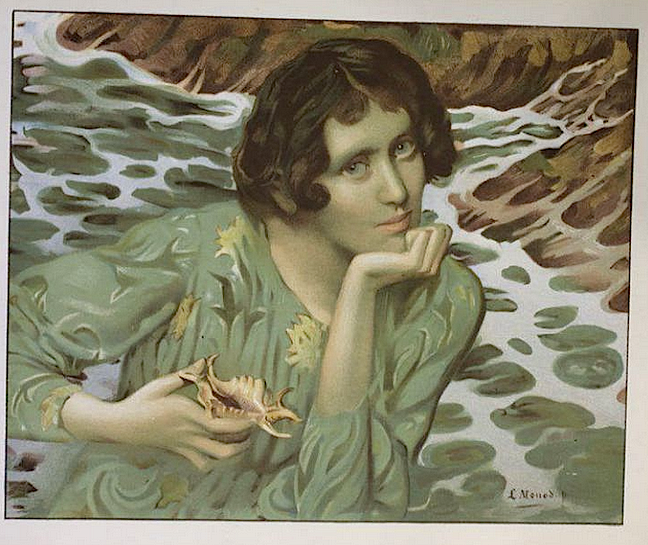
La Voix des sources. Lucien Hector Monod, 1898

- La Voix des sources. Lucien Hector Monod, 1898Fernand Cormon (Frankreich, 1845–1924)
- Eugène Delâtre (Frankreich, 1854–1938)
- Marguerite Delorme (Frankreich, 1876–1946)
- Maurice Desvallières (Frankreich, active 1890s)
- Henri-Patrice Dillon (Frankreich, 1851–1909)
- Etienne Dinet (Frankreich, 1861–1929)
- Guillaume Dubufe fils (Frankreich, 1853–1909)
- Henri Fantin-Latour (Frankreich, 1836–1904)
- Jules Flandrin (Frankreich, 1871–1947)
- Adolphe Giraldon (Frankreich, 1855–1933)
- Jeanne Granès (Frankreich, 1870–1923)
- Eugène Samuel Grasset (Frankreich, geboren in der Schweiz, 1841–1917)
- Charles Guérin (Frankreich, 1875–1939)
- Henri Guinier (Frankreich, 1868–1927)
- Francois-Joseph Guiguet (Frankreich, 1860–1937)
- Maximillienne Guyon (Frankreich, 1869–1903)
- Louis Welden Hawkins (Frankreich, geboren in Deutschland, 1849–1910)
- Paul César F. Helleu (Frankreich, 1859–1927)
- Charles Huard (Frankreich, 1875–1965)

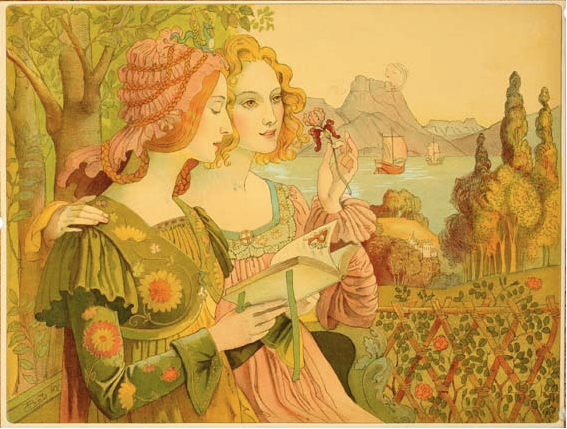
La Légende dorée. Armand Point

- La Légende dorée. Armand PointHenri-Gabriel Ibels (Frankreich, 1867–1936)
- Angelo Jank (Deutschland, in Frankreich tätig, 1868–1940)
- Francis Jourdain (Frankreich, 1876–1959)
- Paul Leroy (Frankreich, 1860–1942)
- Henri Eugène Augustin Le Sidaner (Frankreich, 1862–1939)
- Ferdinand Luigini (Frankreich, 1870–1943)
- Henri Jean Guillaume Martin (Frankreich, 1860–1943)
- Luc Olivier Merson (Frankreich, 1846–1920)
- Lucien-Hector Monod (Frankreich, 1867–1957)

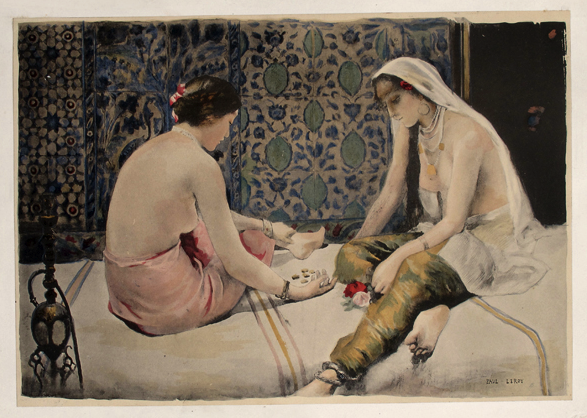
Joueuses d'osselets. Paul Leroy

- Joueuses d'osselets. Paul LeroyJules Alexis Muenier (Frankreich, 1863–1942)
- Alfredo Müller (Frankreich, geboren in Italien, 1869–1939)
- Fernand Piet (Frankreich, 1869–1942)
- Victor Prouvé (Frankreich, 1858–1943)
- Paul Renouard (Frankreich, 1845–1924)
- Manuel Robbe (Frankreich, 1872–1936)
- Auguste Roedel (Frankreich, 1859–1900)
- Théophile-Alexandre Steinlen (Frankreich, geboren in der Schweiz, 1859–1923)
- Eugène Trigoulet (Frankreich, 1864–1910)
- Raoul-André Ulmann (Frankreich, 1867–1941)
- Adolphe Léon Willette (Frankreich, 1857–1926)